# شوان سيورس
شوان سيورس (بالإنجليزية: Shawn Sawyers)‏ (19 سبتمبر 1976 بجامايكا - ) هو لاعب كرة قدم جامايكي في مركز حراسة المرمى. شارك مع منتخب جامايكا لكرة القدم. أما مع النوادي، فقد لعب مع نادي بورتمور يونايتد وHumble Lions F.C. ‏.

## وصلات خارجية
- شوان سيورس على موقع قاعدة بيانات كرة القدم.إي يو (الإنجليزية)
- شوان سيورس على موقع ناشيونال فوتبول تيمز (الإنجليزية)